# Jorge Hugo Fernández
Jorge Hugo Fernández (ur. 24 lutego 1942 w Buenos Aires) – argentyński piłkarz grający podczas kariery na pozycji pomocnika.

## Kariera klubowa
Jorge Hugo Fernández rozpoczął karierę w River Plate w 1961. W 1962 przeszedł do lokalnego rywala - Atlanty. W 1968 był zawodnikiem Boca Juniors, by po roku powrócić do Atlanty. Ogółem w latach 1962-1969 rozegrał w lidze argentyńskiej 207 mecze, w których strzelił 53 bramki. W latach 1970–1973 był zawodnikiem kolumbijskiego Atlético Nacional. Z Atlético Nacional zdobył mistrzostwo Kolumbii w 1973. Ogółem w lidze kolumbijskiej rozegrał 157 meczów, w których zdobył 45 bramek.

## Kariera reprezentacyjna
W reprezentacji Argentyny Fernández zadebiutował 10 marca 1963 w wygranym 4-2 meczu z Kolumbią w Mistrzostwach Ameryki Południowej. W 11 min. zdobył drugą bramkę dla albicelestes. Na turnieju w Boliwii Argentyna zajęła trzecie miejsce. Na turnieju wystąpił w trzech meczach z Kolumbią, Boliwią i Paragwajem. Czwarty i ostatni raz w reprezentacji wystąpił 8 listopada 1967 w przegranym 1-3 towarzyskim meczu z Chile.
| Mecze i gole w reprezentacji | Mecze i gole w reprezentacji | Mecze i gole w reprezentacji | Mecze i gole w reprezentacji | Mecze i gole w reprezentacji | Mecze i gole w reprezentacji | Mecze i gole w reprezentacji |
| #                            | Data                         | Miasto                       | Przeciwnik                   | Gol                          | Wynik                        | Rozgrywki                    |
| ---------------------------- | ---------------------------- | ---------------------------- | ---------------------------- | ---------------------------- | ---------------------------- | ---------------------------- |
| 1.                           | 10.03.1963                   | Cochabamba                   | Kolumbia                     | Gol                          | 4:2                          | Copa América                 |
| 2.                           | 28.03.1963                   | La Paz                       | Boliwia                      |                              | 2:3                          | Copa América                 |
| 3.                           | 31.03.1963                   | La Paz                       | Paragwaj                     |                              | 1:1                          | Copa América                 |
| 4.                           | 08.11.1967                   | Santiago                     | Chile                        |                              | 1:3                          | towarzyski                   |